# Моран (Канзас)
Моран (англ. Moran) — місто (англ. city) в США, в окрузі Аллен штату Канзас. Населення — 466 осіб (2020).

## Географія
Моран розташований за координатами 37°54′59″ пн. ш. 95°10′17″ зх. д. / 37.91639° пн. ш. 95.17139° зх. д. (37.916503, -95.171381).  За даними Бюро перепису населення США в 2010 році місто мало площу 1,08 км², уся площа — суходіл.

## Демографія
Згідно з переписом 2010 року, у місті мешкало 558 осіб у 219 домогосподарствах у складі 142 родин. Густота населення становила 517 осіб/км².  Було 247 помешкань (229/км²).
Расовий склад населення:
| - 93,7 % — білих - 2,0 % — чорних або афроамериканців - 1,3 % — корінних американців - 0,2 % — вихідців з тихоокеанських островів |

До двох чи більше рас належало 2,7 %. Частка іспаномовних становила 1,1 % від усіх жителів.
За віковим діапазоном населення розподілялося таким чином: 23,7 % — особи молодші 18 років, 54,4 % — особи у віці 18—64 років, 21,9 % — особи у віці 65 років та старші. Медіана віку мешканця становила 45,4 року. На 100 осіб жіночої статі у місті припадало 84,2 чоловіків;  на 100 жінок у віці від 18 років та старших — 78,2 чоловіків також старших 18 років.
Середній дохід на одне домашнє господарство  становив 44 995 доларів США (медіана — 37 875), а середній дохід на одну сім'ю — 52 555 доларів (медіана — 46 250). Медіана доходів становила 41 500 доларів для чоловіків та 26 563 долари для жінок. За межею бідності перебувало 11,2 % осіб, у тому числі 16,4 % дітей у віці до 18 років та 4,4 % осіб у віці 65 років та старших.
Цивільне працевлаштоване населення становило 227 осіб. Основні галузі зайнятості: виробництво — 30,8 %, освіта, охорона здоров'я та соціальна допомога — 23,3 %, транспорт — 10,6 %, оптова торгівля — 6,2 %.